# Byron Lee
Byron Aloysius St Elmo Lee, OJ CD, (* 27. Juni 1935 in Christiana, Manchester Parish; † 4. November 2008 in Kingston) war ein jamaikanischer Musiker (Bassist und Bandleader), Konzertpromoter, Musikproduzent und Studiobesitzer. Seine Band Byron Lee & The Dragonaires hatte im ersten James-Bond-Film James Bond – 007 jagt Dr. No einen musikalischen Auftritt.

## Werdegang
Byron Lee war wie seine Mitbewerber Leslie Kong und Vincent Chin Jamaikaner chinesischer Abstammung. Lees Vater war Migrant aus Kowloon, Hongkong, die Mutter war schwarz. Byron kam als ältester von drei Söhnen in Christiana zur Welt. Die Familie zog nach Kingston, als er acht Jahre alt war. Dort besuchte er nacheinander das katholische Internat Mount St. Joseph’s, die Jesuitenschule Campion College und das traditionsreiche St. George’s College. Am Internat brachte ihm eine Nonne Klavierspielen bei, um ihn dadurch von „unreinen“ Gedanken abzuhalten.
Am St. George’s College gründete er mit den Kommilitonen Carl Brady, Ronnie Nasralla, Alty East und Ronald Peralto seine erste Band. Die Gruppe, deren Bassist und Bandleader Lee war, benannte sich nach der Fußballmannschaft von St. George’s, den Dragonaires. Byron Lee & The Dragonaires entwickelten sich schnell zu einer beliebten Showband. Im Jahr 1959 nahm der Musikproduzent Edward Seaga mit Dumplings ihre erste Single auf. Der Anthropologe und Geschäftsmann machte Lee später mit der neuen jamaikanischen Musikrichtung Ska bekannt.
Im Jahr 1962 engagierten die Filmproduzenten Albert R. Broccoli und Harry Saltzman Byron Lee & The Dragonaires, um einige karibische Musikstücke für den Film James Bond – 007 jagt Dr. No einzuspielen, denn der erste James-Bond-Film spielte auf Jamaika. Auf dem Soundtrack enthalten sind die Songs Jump Up, Jamaican Rock, Under the Mango Tree und Kingston Calypso (Three Blind Mice). Lee selbst ist im Film als Bandleader im Puss-Fellers Club zu sehen, wo er mit seinem Ensemble den Song Jump Up aufführt.
Byron Lee & The Dragonaires sind im Dokumentarfilm This Is Ska! der BBC aus dem Jahr 1964 zu sehen. Die Band begleitete an verschiedenen Abenden im Sombrero Club Sänger wie Jimmy Cliff, Prince Buster, The Maytals, The Charmers und Stranger Cole. Gleich zu Beginn der Doku spielt die Band den Titel Jamaica Ska, während eine Gruppe von Menschen den dazu passenden Tanz aufführt. Auf Edward Seagas Vermittlung hin traten Byron Lee & The Dragonaires im selben Jahr auf einem Ska-Festival der New Yorker Weltausstellung auf, um Desmond Dekker, Jimmy Cliff, Prince Buster, Monty Morris und Lloyd Willis von den Charmers zu begleiten und somit die jamaikanische Musik auch in den Vereinigten Staaten populär zu machen.
Im Jahr 1965 gründete er gemeinsam mit dem Konzertpromoter Victor Samson das Unternehmen Lee Enterprises. Mit der Firma sollten Konzerte angesagter US-amerikanischer Künstler, wie The Drifters, James Brown und Sammy Davis Jr., auf Jamaika organisiert werden. Darüber hinaus begleiteten die Dragonaires weiterhin führende Ska- und Reggae-Sänger ihrer Zeit wie Higgs & Wilson, Millie Small und Toots & the Maytals. Lee produzierte das Solodebüt von Boris Gardiner, sowohl die Instrumentalsingle Elizabethan Reggae als auch das Album Reggae Happening. Von 1971 bis 1976 arbeitete er mit Hopeton Lewis als Sänger, Komponist und Arrangeur seiner Dragonaires zusammen. Lee produzierte auch zwei Soloalben von Lewis.
Inspiriert vom Calypso-Karneval auf Trinidad rief er ab 1990 den jährlichen Jamaika-Karneval ins Leben. Lee tourte weiterhin und begleitete die führenden Soca-Stars von den verschiedenen Inseln. Im Jahr 1993 landete er mit der Hymne Bacchanal Time von Super Blue einen weiteren Hit.
Lee starb am 4. November 2008 an Krebs.

## Familie
Byron Lee hinterließ seine Ehefrau Sheila, mit der er 41 Jahre verheiratet war, zwei Söhne und vier Töchter.

## Dynamic Sounds
Byron Lee erwarb 1968 mit West Indies Records Limited die etablierten WIRL-Studios inklusive abgebranntem Plattenpresswerk von dem Musikproduzenten Edward Seaga, der sich inzwischen auf seine politische Karriere konzentrieren wollte. Lee baute das Presswerk wieder auf und eröffnete 1969 die Studios unter dem Namen Dynamic Sounds in der Bell Road 15 in Kingston. Dynamic Sounds verfügte über einen Vierspurrekorder, zwei große Räume mit unterschiedlicher Akustik, war wie eine Festung gesichert und lockte auch internationale Stars auf die Insel. Paul Simon nahm hier seine Single Mother and Child Reunion (1971) auf und die Rolling Stones ihren Hit Angie (1973). Eine ganzseitige Anzeige im Billboardmagazin vom 15. September 1973 nennt weitere Namen, wie Jimmy Cliff, Dandy Livingstone, Johnny Nash, Roberta Flack, Peter, Paul and Mary, Eddie Kendricks und Elton John. Die Anzeige wirbt mit Fotos von Cat Stevens und den Rolling Stones (mit Billy Preston) sowie dem Slogan „Make a Hit in the Sun!“ für das modernste Studio der Karibik: „They really dug our modern, up-to-date equipment and technical know-how. They enjoyed working without the hassle of screaming mobs of teeny-boppers.“ (deutsch: „Von unserer modernen Ausrüstung und unserem technischen Know-how waren sie total begeistert. Sie haben es genossen, ohne den Stress einer schreienden Meute von Teenie-Boppern zu arbeiten.“)
Zur Ausstattung gehörten 1973 ein 16-Track-MCI-Rekorder mit Dolby, ein Mellotron und ein Synthesizer sowie weitere Instrumente. Zum Paket gehören Fahrdienst und „Complete Security“.

## Ehrungen
- Order of Distinction, Officer Class (1982)[7]
- Order of Distinction, Commander Class (2007)
- Order of Jamaica (2008)

## Stimmen von Kollegen
“In my honest opinion Byron Lee was the person who groomed me into a performer and showed me discipline within the music. The money was small, but it was like a school to me. And what I can do today on stage or off stage, how I present myself on stage, was because of Byron.”

„Um ehrlich zu sein, Byron Lee war derjenige, der mich zu einem Künstler geformt und mir Disziplin in der Musik beigebracht hat. Die Bezahlung war mäßig, aber es war wie eine Schule für mich. Alles, was ich heute auf und hinter der Bühne kann, wie ich mich auf der Bühne präsentiere, verdanke ich Byron.“

## Diskografie (Auswahl)

### Eigene Aufnahmen
- 1959: Dumplings (WIRL)
- 1962: Dr. No (Original Motion Picture Soundtrack), enthält die Titel Jump Up, Jamaican Rock, Under the Mango Tree und Kingston Calypso (Three Blind Mice) von Byron Lee & The Dragonaires (United Artists)
- 1962: Come Fly with Lee (Umbrella)
- 1964: Byron Lee & The Dragonaires Plays Jamaica Ska (Kentone)
- 1966: The Sounds of Jamaica: Byron Lee & The Dragonaires at The Towers Hall – Lake George Inn 1963 (Dynamic Sounds)
- 1966: Jump Up (Federal/Atlantic)

### Produktionen (Auswahl)
- 1966: Bam Bam von The Maytals with Byron Lee & The Dragonaires (Doctor Bird)
- 1969: Elizabethan Reggae von Boris Gardiner (Duke Records)
- 1970: Reggae Happening von Boris Gardiner (Trojan)
- 1972: Johnny Too Bad von The Slickers (Island)
- 1973: Grooving Out on Life von Hopeton Lewis (Dynamic Sounds / Trojan)
- 1973: Bend Down Low und Cecilia für Herbie Mann (Atlantic)

## Filmografie
- 1962: James Bond – 007 jagt Dr. No, Regie: Terence Young, Vereinigtes Königreich.
- 1964: This Is Ska! Dokumentarfilm der BBC.